# New Line Cinema
New Line Productions, Inc., denominata a livello di mercato come New Line Cinema, è una casa di produzione cinematografica statunitense che si occupa non solo della produzione e distribuzione di spettacoli teatrali e cinematografici, ma anche di produrre prodotti per l'intrattenimento televisivo, spettacoli musicali e teatrali, così come degli aspetti pratici per la distribuzione del prodotto, che affida a delle divisioni specializzate nel merchandising, nel marketing e nella distribuzione internazionale.
Fa parte della Warner Bros., a sua volta sussidiaria della Warner Bros. Discovery, colosso mediatico americano.

## Storia
Fu fondata nel 1967 da Robert Shaye.
Nel 1994 venne acquisita dalla Turner Broadcasting System, che a sua volta venne acquisita 3 anni dopo da Time Warner assieme alla stessa New Line Cinema.
Nel 2005 costituì, con la "sorella" HBO, la joint venture Picturehouse, costituita dall'acquisizione da parte delle due società del braccio di distribuzione della Newmarket Films e all'annessione nella nuova entità di una divisione di New Line, Fine Line Features.
Il 28 febbraio 2008, principalmente a causa della decisione di vendere i diritti internazionali del film La bussola d'oro, l'azienda venne inserita nella società "sorella" Warner Bros. per evitare la bancarotta, pur mantenendo separate le operazioni come lo sviluppo, la produzione, il marketing, la distribuzione e gli affari.

## I successi della New Line Cinema
Il primo vero successo della casa fu il film Nightmare - Dal profondo della notte di Wes Craven de 1984, film che lanciò il personaggio di Freddy Krueger e che diede il via a una delle saghe horror di maggior successo di sempre, con 6 sequel ed un remake del 2010.
Uno dei più grandi successi della New Line Cinema è stata la produzione della trilogia de Il Signore degli Anelli, produzione cinematografica suddivisa in tre film, tratti dal libro di J. R. R. Tolkien. Il 19 dicembre 2001 venne lanciato negli Stati Uniti il primo episodio della saga, La compagnia dell'anello, seguito un anno dopo (il 18 dicembre 2002) da Le due torri e infine dall'ultimo episodio, intitolato Il ritorno del re. La trilogia ebbe grande successo su scala mondiale. Il costo di produzione della saga è passato alla storia per essere il più alto nella storia del cinema, secondo solo alla trilogia di Guerre stellari (realizzata da 20th Century Fox). Inoltre la saga ha ottenuto per ogni episodio un gran numero di nomination sia dalla Academy Award (trenta in tutto), che da molte altre istituzioni cinematografiche. La trilogia ha vinto complessivamente 17 premi Oscar.
Altri film di grande successo lanciati dalla New Line Cinema sono stati A proposito di Schmidt con Jack Nicholson, e la serie di film di Austin Powers, dei quali l'ultimo episodio, uscito nelle sale il 26 luglio 2003, guadagnò solo nel weekend più di 70 milioni di dollari.
Nei suoi 35 anni di storia, i film prodotti dalla New Line Cinema sono diventati spesso campioni di incassi, tra questi Seven di David Fincher, Boogie Nights - L'altra Hollywood di Paul Thomas Anderson, Mi chiamo Sam con Sean Penn, The Mask, Pleasantville e Mortal Kombat.
Nel 1990 la compagnia ha inoltre formato la Fine Line Features, che ha lanciato film di un certo spessore, come ad esempio Shine (regia di Scott Hicks), film interpretato da Geoffrey Rush, vincitore come migliore attore agli Academy Awards del 1996, e Dancer in the Dark di Lars von Trier, con Björk e Catherine Deneuve, girato grazie ad una coproduzione danese e svedese, e vincitore del Festival di Cannes nel 2000.
Nel 2017 la New Line Cinema ha prodotto It, film tratto dall'omonimo romanzo di Stephen King, che con un incasso di oltre 700 milioni è diventato il film horror con l'incasso più alto della storia.

## Filmografia parziale
- I ragazzi degli anni '50 (Book of Love), regia di Robert Shaye (1990)
- Nightmare 6 - La fine (Freddy's Dead: The Final Nightmare), regia di Rachel Talalay (1991)
- I migliori del Bronx (Hangin' with the Homeboys), regia di Joseph B. Vasquez (1991)
- Belli e dannati (My Own Private Idaho), regia di Gus Van Sant (1991)
- L'anno della cometa (Year of the Comet), regia di Peter Yates (1992)
- Mi gioco la moglie... a Las Vegas (Honeymoon in Vegas), regia di Andrew Bergman (1992)
- Mr. sabato sera, regia di Billy Crystal (1992)
- Trafficanti di morte (Sunset Grill), regia di Kevin Connor (1993)
- Amos & Andrew, regia di E. Max Frye (1993)
- Nella giungla di cemento (Menace II Society), regia di Albert e Allen Hughes (1993)
- Cose preziose (Needful Things), regia di Fraser Clarke Heston (1993)
- Malice - Il sospetto (Malice), regia di Harold Becker (1993)
- Missili per casa (Mr. Nanny), regia di Michael Gottlieb (1993)
- L'incantesimo del lago (The Swan Princess), regia di Richard Rich (1994)
- The Mask, regia di Chuck Russell (1994)
- Nightmare - Nuovo incubo (Wes Craven's New Nightmare), regia di Wes Craven (1994)
- Crocevia per l'inferno (Normal Life), regia di John McNaughton (1996)
- Blade, regia di Stephen Norrington (1998)
- The Cell - La cellula, regia di Tarsem Singh (2000)
- Little Nicky - Un diavolo a Manhattan (Little Nicky), regia di Steven Brill (2000)
- Final Destination, regia di James Wong (2000)
- Thirteen Days, regia di Roger Donaldson (2000)
- Dungeons & Dragons - Che il gioco abbia inizio (Dungeons & Dragons), regia di Courtney Solomon (2000)
- 15 minuti - Follia omicida a New York (15 Minutes), regia di John Herzfeld (2001)
- Il Signore degli Anelli - La Compagnia dell'Anello (Lord of the Rings: The Fellowship of the Ring), regia di Peter Jackson (2001)
- Blade II, regia di Guillermo del Toro (2002)
- Jason X, regia di James Isaac (2002)
- Mr. Deeds, regia di Steven Brill (2002)
- Ubriaco d'amore (Punch-Drunk Love), regia di Paul Thomas Anderson (2002)
- Il Signore degli Anelli - Le due torri (The Lord of the Rings: The Two Towers), regia di Peter Jackson (2002)
- Willard il paranoico (Willard), regia di Glen Morgan (2003)
- Il risolutore (A Man Apart), regia di F. Gary Gray (2003)
- Final Destination 2, regia di David R. Ellis (2003)
- Non aprite quella porta (The Texas Chainsaw Massacre), regia di Marcus Nispel (2003)
- Il Signore degli Anelli - Il ritorno del re (The Lord of the Rings: The Return of the King), regia di Peter Jackson (2003)
- Laws of Attraction - Matrimonio in appello (Laws of Attraction), regia di Peter Howitt (2004)
- Blade: Trinity, regia di David S. Goyer (2004)
- Cellular, regia di David R. Ellis (2004)
- The Mask 2 (Son of the Mask), regia di Lawrence Guterman (2005)
- Hoot, regia di Wil Shriner (2006)
- Final Destination 3, regia di James Wong (2006)
- Come mangiare i vermi fritti, regia di Bob Dolman (2006)
- Hairspray - Grasso è bello (Hairspray), regia di Adam Shankman (2007)
- Martian Child - Un bambino da amare (Martian Child), regia di Menno Meyjes (2007)
- Il caso Thomas Crawford (Fracture), regia di Gregory Hoblit (2007)
- 14 anni vergine (Full of it), regia di Christian Charles (2007)
- La bussola d'oro (The Golden Compass), regia di Chris Weitz (2007)
- Be Kind Rewind - Gli acchiappafilm (Be Kind Rewind), regia di Michel Gondry (2007)
- Semi-Pro, regia di Kent Alterman (2008)
- Harold & Kumar - Due amici in fuga (Harold & Kumar Escape from Guantanamo Bay), regia di Jon Hurwitz (2008)
- Sex and the City, regia di Michael Patrick King (2008)
- Viaggio al centro della Terra 3D (Journey to the Center of the Earth), regia di Eric Brevig (2008)
- Tutti insieme inevitabilmente (Four Christmases), regia di Seth Gordon (2008)
- Venerdì 13 (Friday the 13th), regia di Marcus Nispel (2009)
- Un amore all'improvviso (The Time Traveler's Wife), regia di Robert Schwentke (2009)
- The Final Destination 3D, regia di David R. Ellis (2009)
- Amore a mille... miglia (Going the Distance), regia di Nanette Burstein (2010)
- Sex and the City 2, regia di Michael Patrick King (2010)
- Nightmare (A Nightmare on Elm Street), regia di Samuel Bayer (2010)
- Appuntamento con l'amore (Valentine's Day), regia di Garry Marshall (2010)
- Capodanno a New York (New Year's Eve), regia di Garry Marshall (2011)
- Final Destination 5, regia di Steven Quale (2011)
- Harold & Kumar - Un Natale da ricordare (A Very Harold & Kumar Christmas), regia di Todd Strauss-Schulson (2011)
- Come ammazzare il capo... e vivere felici (Horrible Bosses), regia di Seth Gordon (2011)
- Libera uscita (Hall Pass), regia di Peter e Bobby Farrelly (2011)
- Il rito (The Rite), regia di Mikael Håfström (2011)
- Rock of Ages, regia di Adam Shankman (2012)
- Viaggio nell'isola misteriosa (Journey 2: The Mysterious Island), regia di Brad Peyton (2012)
- Lo Hobbit - Un viaggio inaspettato (The Hobbit: An Unexpected Journey), regia di Peter Jackson (2012)
- Il cacciatore di giganti (Jack the Giant Slayer), regia di Bryan Singer (2013)
- The Incredible Burt Wonderstone, regia di Don Scardino (2013)
- L'evocazione - The Conjuring (The Conjuring), regia di James Wan (2013)
- Come ti spaccio la famiglia (We're the Millers), regia di Rawson Marshall Thurber (2013)
- Lo Hobbit - La desolazione di Smaug (The Hobbit: The Desolation of Smaug), regia di Peter Jackson (2013)
- I sogni segreti di Walter Mitty (The Secret Life of Walter Mitty), regia di Ben Stiller (2013)
- Lo Hobbit - La battaglia delle cinque armate (The Hobbit: The Battle of the Five Armies), regia di Peter Jackson (2014)
- Come ammazzare il capo 2 (Horrible Bosses 2), regia di Sean Anders (2014)
- Annabelle, regia di John R. Leonetti (2014)
- Tammy, regia di Ben Falcone (2014)
- Resta anche domani (If I Stay), regia di R. J. Cutler (2014)
- Into the Storm, regia di Steven Quale (2014)
- Scemo & + scemo 2 (Dumb and Dumber To), regia di Peter e Bobby Farrelly (2014)
- Come ti rovino le vacanze (Vacation), regia di John Francis Daley e Jonathan M. Goldstein (2015)
- Premonitions (Solace), regia di Afonso Poyart (2015)
- The Gallows - L'esecuzione (The Gallows), regia di Travis Cluff e Chris Lofing (2015)
- Batkid Begins, regia di Dana Nachman - documentario (2015)
- Creed - Nato per combattere (Creed), regia di Ryan Coogler (2015)
- Fuga in tacchi a spillo (Hot Pursuit), regia di Anne Fletcher (2015)
- San Andreas, regia di Brad Peyton (2015)
- Collateral Beauty, regia di David Frankel (2016)
- Single ma non troppo (How To Be Single), regia di Christian Ditter (2016)
- The Conjuring - Il caso Enfield (The Conjuring 2), regia di James Wan (2016)
- Lights Out - Terrore nel buio (Lights Out), regia di David F. Sandberg (2016)
- La bottega del barbiere 3 (Barbershop: The Next Cut), regia di Malcolm D. Lee (2016)
- Io prima di te (Me Before You), regia di Thea Sharrock (2016)
- Una spia e mezzo (Central Intelligence), regia di Rawson Marshall Thurber (2016)
- The Disaster Artist, regia di James Franco (2017)
- Insospettabili sospetti (Going in Style), regia di Zach Braff (2017)
- La babysitter (The Babysitter), regia di McG (2017)
- Annabelle 2: Creation (Annabelle: Creation), regia di David F. Sandberg (2017)
- It, regia di Andrés Muschietti (2017)
- Game Night - Indovina chi muore stasera? (Game Night), regia di John Francis Daley e Jonathan M. Goldstein (2018)
- Prendimi! (Tag), regia di Jeff Tomsic (2018)
- Life of the Party, regia di Ben Falcone (2018)
- Creed II, regia di Steven Caple Jr. (2018)
- Shazam!, regia di David F. Sandberg (2019)
- Shaft, regia di Tim Story (2019)
- It - Capitolo due (It: Chapter Two), regia di Andrés Muschietti (2019)
- Le regine del crimine (The Kitchen), regia di Andrea Berloff (2019)
- Mortal Kombat, regia di Simon McQuoid (2021)
- Quelli che mi vogliono morto (Those Who Wish Me Dead), regia di Taylor Sheridan (2021)
- The Conjuring - Per ordine del diavolo (The Conjuring: The Devil Made Me Do It), regia di Michael Chaves (2021)
- I molti santi del New Jersey (The Many Saints of Newark), regia di Alan Taylor (2021)
- Black Adam, regia di Jaume Collet-Serra (2022)
- Don't Worry Darling, regia di Olivia Wilde (2022)
- Creed III, regia di Michael B. Jordan (2023)
- Shazam! Furia degli dei (Shazam! Fury of the Gods), regia di David F. Sandberg (2023)
- La casa - Il risveglio del male (Evil Dead Rise), regia di Lee Cronin (2023)
- Horizon: An American Saga, regia di Kevin Costner (2024)
- Il Signore degli Anelli - La guerra dei Rohirrim (The Lord of the Rings: The War of the Rohirrim), regia di Kenji Kamiyama (2024)

## Loghi

1987 - 2011
2011 - 2024
In uso dal 2024